# VR X74
Die sechs Einheiten der Baureihe X74 sind fünfteilige elektrische Hochgeschwindigkeitstriebzüge, die vom Betreiber VR Snabbtåg Sverige AB (vorher MTR Express (Schweden)) seit März 2015 im schwedischen Fernverkehr zwischen Stockholm und Göteborg eingesetzt werden. Die Fahrzeuge basieren auf der Plattform Flirt Nordic des Schweizer Herstellers Stadler Rail. Nach der Bestellung im November 2013 wurde der erste Triebzug wurde im November 2014 abgeliefert.

## Technische Daten
Die Züge wurden von Stadler Rail mit einer maximalen Leistung von 4500 kW für eine Höchstgeschwindigkeit von 200 km/h gebaut.
Die Triebzüge sind Teil der Fahrzeugfamilie Stadler FLIRT Nordic, die auch an die norwegischen Norges Statsbaner (NSB) als Typen 74 und 75 geliefert wurden. Sie entsprechen weitgehend den gleichen technischen Spezifikationen, jedoch mit unterschiedlicher Ausstattung. Im Gegensatz zu den norwegischen Einheiten gibt es bei den schwedischen X74 in jedem Wagenkasten nur einen Einstiegsraum. Die Züge sind für das kalte und schneereiche skandinavische Klima konzipiert.
Ein Zug besteht aus insgesamt fünf Wagen ohne Neigetechnik mit Mittelgang. Die Wagenkästen der zwei Teile einer Einheit sind jeweils mit Jakobs-Drehgestellen verbunden. Die beiden Drehgestelle an den Führerstandsenden und das am Übergangsende des zur Dreiwagengruppe gehörenden mittleren Wagenkastens sind Triebdrehgestelle. Bei Bedarf können mehrere Züge gekuppelt werden.
Die Garnituren mit 2+2-Bestuhlung besitzen einen Kiosk, Steckdosen an allen Sitzplätzen, WLAN-Anschluss, behindertengerechte Einstiege und sind klimatisiert. Es gibt nur eine Wagenklasse. Der Durchgang durch den Zug ist nicht barrierefrei, da zwischen den Wagen Stufen vorhanden sind. Problematisch gestaltet sich teilweise der Weg zu den Toiletten, da von verschiedenen Sitzplätzen aus der beidseitig am Mittelgang angeordnete Kiosk durchquert werden muss. In jedem Wagenkasten gibt es einen Einstiegsraum, die Einstiegstüren sind doppelte Schwenkschiebetüren mit ausfahrbaren Trittstufen.
Innendetails sind unter anderem Wanduhren von Swiss Breitling und verstellbare Leselampen an den Sitzen. Der Innenraum einschließlich der verstellbaren Sitze ist in grauer Farbe gehalten, einige Sitze haben eine rote Rückenlehne.
Die Züge haben Namen:
- 74001 Estelle
- 74002 Ingvar
- 74003 Rödluvan, bei VR: Grodan
- 74004 Glenn
- 74005 Trainy McTrainface
- 74006 Miriam

| Fahrzeug | Bauart                           | Sitzplätze              | Besonderes                              |
| -------- | -------------------------------- | ----------------------- | --------------------------------------- |
| A        | Endwagen                         | 48, davon 24 an Tischen |                                         |
| B        | Mittelwagen                      | 56, davon 16 an Tischen | Kiosk, Toilette                         |
| C        | Mittelwagen mit Triebdrehgestell | 42, davon 16 an Tischen | Kinderwagenstellplatz, Behindertenplatz |
| D        | Mittelwagen                      | 48, davon 16 an Tischen | Toilette                                |
| E        | Endwagen                         | 48, davon 24 an Tischen |                                         |

## Einsatz
MTR Express befuhr mit den Zügen seit dem 21. März 2015 die Västra stambana zwischen Stockholm und Göteborg mit einer Fahrzeit von drei Stunden und 19 Minuten, einschließlich der Halte in Södertälje, Skövde, Herrljunga und Alingsås.

## Tarife
Obwohl es nur eine Klasse im Zug gibt, werden die Plätze nach den Fahrkartenkategorien vergeben. Mit der teuersten Fahrkarte 1 Klass Plus besteht Anspruch auf einen Platz im Wagen A. Sie enthält eine Mahlzeit sowie den Service von Speisen und Getränken am Platz, eine kurzfristige Änderung des zu benützenden Zuges am gleichen Tag sowie die Rückgabe der Fahrkarte gegen Erstattung. Bei den günstigeren Fix- und Flex-Fahrkarten werden die Sitzplätze ab Wagen E vergeben. Mit der Flex-Karte besteht der Wechsel der zu nutzenden Zugverbindung sowie die Rückgabe der Fahrkarte. Mit der Fix-Karte (Preis je Richtung für die Gesamtstrecke Anfang 2019 für einzelne Züge: 185 SEK) besteht Zugbindung, es gibt keinen reservierten Sitzplatz und keine Rückgabemöglichkeit.
Im Kiosk gibt es keine warmen Speisen, die Bezahlung erfolgt bargeldlos. Teile des Angebotes sind vom Sternekoch Pontus Frithiof zusammengestellt.
Kinderwagen müssen angemeldet werden. Stellplätze, die in einem anderen Wagen als der Sitzplatz (C, D oder E) sein können, werden zugewiesen. Fahrräder werden nicht befördert. Kleinkinder bis 23 Monate werden frei befördert, Kinder über zwei Jahre erhalten lediglich 20 % Rabatt. Es dürfen maximal zwei Hunde mitgenommen werden, mit Tieren sind die Plätze im Wagen D aufzusuchen.